# Учек
Учек — река в России, протекает по Чойскому району Республики Алтай. Устье реки находится в 16 км по правому берегу реки Малая Иша. Длина реки составляет 23 км. В 11 км от устья, по левому берегу реки впадает река Карым

## Данные водного реестра
По данным государственного водного реестра России относится к Верхнеобскому бассейновому округу, водохозяйственный участок реки — Катунь, речной подбассейн реки — Бия и Катунь. Речной бассейн реки — (Верхняя) Обь до впадения Иртыша.